# Juan Filloy
Juan Filloy (Córdoba, 1º agosto 1894 – 15 luglio 2000) è stato uno scrittore argentino.
Allo stesso tempo fu anche nuotatore e arbitro di boxe. Egli era in grado di parlare e comprendere sette lingue.
Visse la maggior parte della sua vita a Córdoba, dove lavorava come giudice.
Filloy, durante la sua vita coronata da innumerevoli onorificenze, ricevette anche una nomina per il Premio Nobel.
Scrisse 55 novelle, compose 6 000 palindromi e coniò nuove parole che divennero di uso comune.
Le prime edizioni di Filloy hanno una particolarità: vennero edite in pochissime copie, che lui regalava ai propri amici; riguardo al suo primo libro di novelle, Estafen! (del 1931), riportiamo, da Raul Schenardi rimesso in rete, un curiosissimo aneddoto agrodolce, della cui veridicità non possiamo, come suole in casi simili, esser del tutto certi -disse Filloy a un suo intervistatore:" Io sono più anziano di Borges; moltissimi anni fa, gl'inviai una copia del mio Estafen: era un'edizione d'autore e gliela dedicai come si usava allora: Con Affetto, Juan Filloy. Anni dopo, cercando, fra libri usati, in Buenos Ayres nelle librerie di Corrientes, ne ritrovai uno mio, proprio Estafen; ciò mi sembrò molto strano, perché facevo edizioni solo per gli amici; quando lo riaprii, mi meravigliai leggendo la dedica: era il libro che avevo regalato a Borges! Che figlio di puttana! Ho comprato il mio libro, sono tornato a casa e gliel'ho spedito un'altra volta in regalo; sotto la prima dedica ne ho scritta un'altra: con rinnovato affetto, Juan Filloy..."

## Opere
- Op Oloop, Ago Edizioni, (2024) trad. di Giulia Di Filippo